# Raffaele Fornari
Raffaele Fornari (* 23. Januar 1787 in Rom; † 15. Juni 1854 ebenda) war Kurienkardinal der römisch-katholischen Kirche und zuvor Diplomat des Heiligen Stuhls.

## Leben
Fornari, aus einfachen Verhältnissen stammend, studierte in Rom und wurde zum Doktor der Theologie promoviert. Nach seiner Priesterweihe war er ab 1815 als Ökonom an der Kurie tätig. Im November 1823 wurde Fornari Professor für dogmatische Theologie an der Päpstlichen Universität Gregoriana, was er bis 1838 blieb. Daneben war er von 1835 bis 1839 als Datarius der Apostolischen Pönitentiarie tätig. Im Dezember 1838 wurde er Apostolischer Internuntius in Belgien.
Papst Gregor XVI. ernannte ihn am 24. Januar 1842 zum Titularerzbischof von Nicaea und erhob ihn am 21. März desselben Jahres zum Apostolischen Nuntius in Belgien. Die Bischofsweihe spendete ihm am 3. April 1842 Kardinal Engelbert Sterckx, Erzbischof von Mecheln. Mitkonsekratoren waren Cornelis Richard Anton van Bommel, Bischof von Lüttich, und François-René Boussen, Bischof von Brügge. Im Januar 1843 wurde Fornari Apostolischer Nuntius in Frankreich und Päpstlicher Thronassistent. 1846 wurde Fonari durch den Kustos des Heiligen Landes zum Ritter vom Heiligen Grab ernannt.
Im Konsistorium vom 21. Dezember 1846 nahm ihn Pius IX. in pectore ins Kardinalskollegium auf. Erst im September 1850 wurde die Kreierung öffentlich und Kardinal Fornari erhielt die Titelkirche Santa Maria sopra Minerva. Im Juni 1851 wurde er von Pius IX. zum Präfekten der Studienkongregation ernannt, was er bis zu seinem Tod im Jahr 1854 blieb.